# Poliomintha
Poliomintha  é um gênero botânico da família Lamiaceae

## Espécies
| - Poliomintha bicolor - Poliomintha bustamanta - Poliomintha bustamenta - Poliomintha conjunctrix - Poliomintha dendritica - Poliomintha glabrescens | - Poliomintha greggii - Poliomintha incana - Poliomintha longiflora - Poliomintha maderensis - Poliomintha marifolia - Poliomintha mollis |